# گی
گی (به انگلیسی: Gay) اصطلاحی است که در درجهٔ اول به یک فرد همجنس‌گرا یا دارای صفات همجنسگرایانه گفته می‌شود. معنی اصلی این اصطلاح در انگلیسی «بی‌دغدغه»، «شاد» یا «درخشنده و خودنما» است.
اولین بار در اواخر قرن نوزدهم بود که واژه گی برای اشاره به همجنس‌گرایی مردانه به کار رفت اما استفادهٔ فراگیر از این عبارت به عنوان واژه‌ای برای اشاره به همجنس‌گرایی به قرن بیستم برمی‌گردد. در انگلیسی جدید، گی به عنوان صفت و اسم، برای اشاره به جامعه ال‌جی‌بی‌تی، آمیزش جنسی و فرهنگ ال‌جی‌بی‌تی مورد استفاده قرار گرفت. در دههٔ ۱۹۶۰، واژهٔ گی برای اشاره به همجنس‌گرایان مرد با هدف اشاره به گرایش جنسی خود به کار گرفته شد. در اواخر قرن ۲۰، کلمهٔ گی توسط گروه‌های ال‌جی‌بی‌تی برای توصیف افرادی که به همجنس خود کشش دارند، به کار رفت. اگرچه این واژه معمولاً برای اشاره به مردان همجنس‌خواه استفاده می‌شود اما در مورد زنان نیز کاربرد دارد.
تقریباً در همان زمان بود که کاربردهای تحقیرآمیز از این واژه در برخی از نقاط جهان رواج یافت. در میان افراد جوان، این کلمه بار معنایی تمسخرآمیز (مثلاً معادل پست یا احمق) یا سبک‌دلانه (مثلاً معادل ضعیف، غیرمردانه یا کسل‌کننده) پیدا کرد. اینکه این کاربردها تا چه اندازه با مفهوم همجنس‌گرایی در ارتباطند، مورد بحث و انتقادات شدید است.

## تاریخ

### بررسی اجمالی

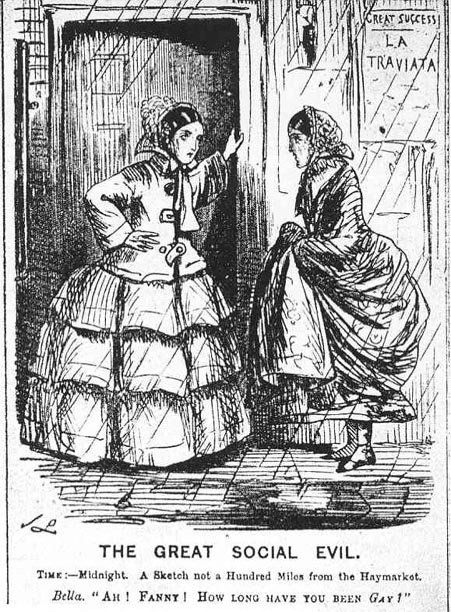
کاریکاتوری از مجله پانچ در سال ۱۸۵۷ که استفاده از گی را به عنوان یک حسن تعبیر عامیانه برای روسپی بودن استفاده کرده‌است. یک زن به دیگری (که ظاهری عبوس دارد) می‌گوید: «چه مدت گی بودی؟» پوستر روی دیوار مربوط به لا تراویاتا است؛ اپرایی راجع به یک روسپی درباری.

واژهٔ گی (gai) در قرن ۱۲ از فرانسهٔ قدیم به انگلیسی وارد شد که به احتمال زیاد خود از یک منبع ژرمنی وام گرفته شده‌است.
در انگلیسی، معنی نخستین این کلمه «شاد»، «بی‌خیال»، «روشن و خودنما» بود و با همین معانی، بسیار توسط عوام در گفتگوهای روزمره استفاده می‌شد. به عنوان مثال، باله فرانسوی شادمانی پاریسی (Gaîté Parisienne) در سال ۱۹۳۸، که موضوع فیلم برادران وارنر سرخشان فرانسوی شد نیز، این واقعیت را تأیید می‌کند. ظاهراً تا قرن بیستم این واژه به معنای خاص «همجنس‌گرا» مورد استفاده قرار نمی‌گرفت؛ گرچه پیش از آن مفهوم جنسی پیدا کرده بود.
سرخوشی (gaiety) اسم انتزاعی مشتق‌شده عمدتاً عاری از مفاهیم جنسی است که در گذشته برای اشاره به مکان‌های سرگرمی استفاده می‌شده‌است.

### رابطهٔ جنسی

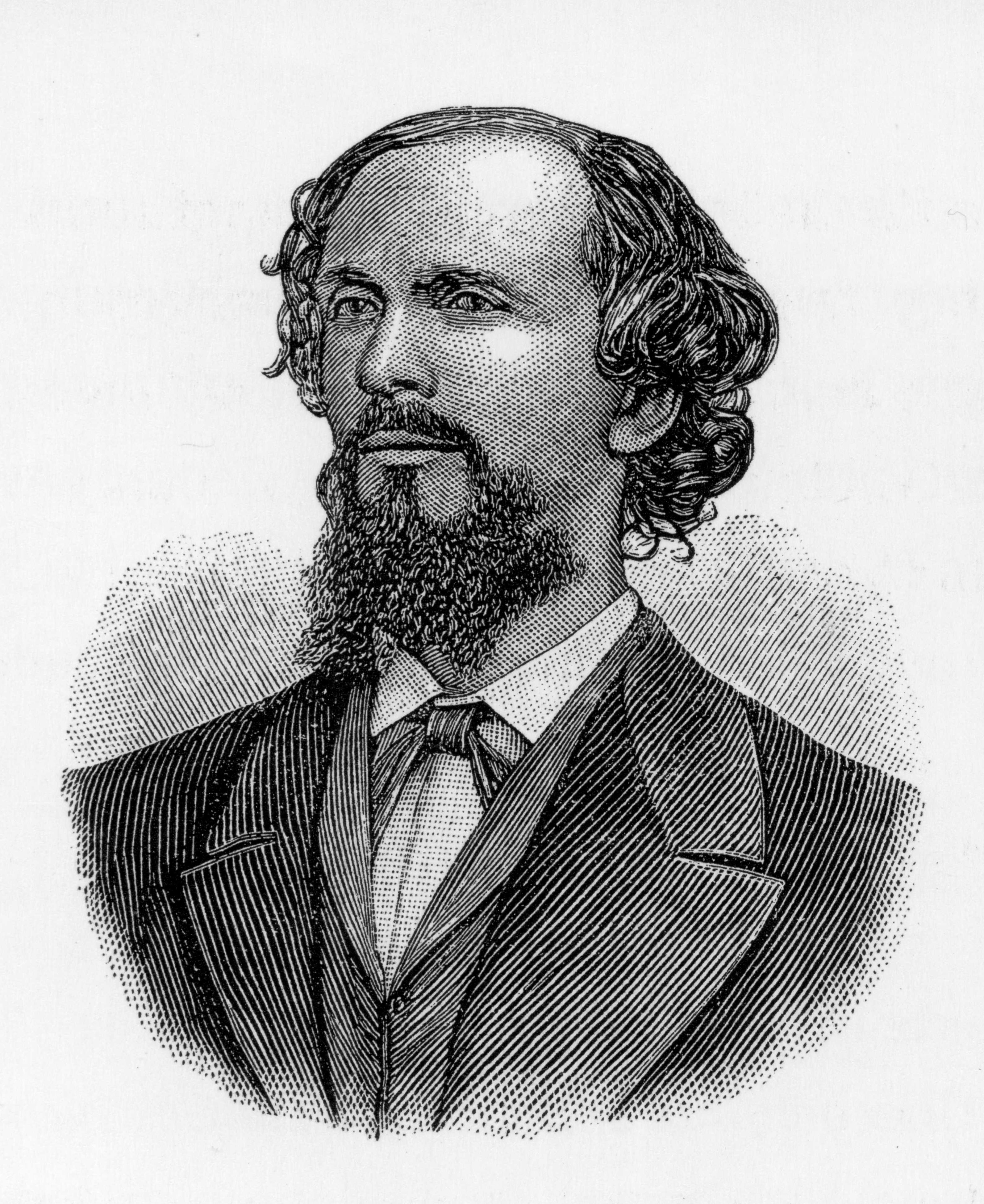
کارل هاینریش اولریکس پیشگام جنبش حقوق همجنسگرایان مرد

در قرن هفدهم این واژه به‌صورت سراسری واژه‌ای غیراخلاقی تلقی می‌شده اما احتمالاً این روند نه از قرن ۱۷ که از قرن ۱۴ شروع شده باشد. در اواخر قرن هفدهم، این واژه برای اشاره به «معتاد به لذت‌ها و عیاشی» استفاده می‌شده که معنای اصلی آن «بی‌خیال» بوده و به معنای «دوری‌گزینی از محدودیت‌های اخلاقی» است. زن گی معنای «تن‌فروش»، مرد گی معنای «مرد تن‌فروش» و خانهٔ گی معنی «فاحشه‌خانه» را می‌داد؛ یک نمونه نامه‌ای است که در سال ۱۸۸۵ در جریان تعقیب قضایی و احضار مری جفریز، ارباب یک فاحشه‌خانه، به دادگاه لندن توسط دختری نوشته شده بود که توسط جفریز در فاحشه‌خانه‌اش به بردگی گرفته‌ شده بود: «من می‌نویسم تا به شما بگویم این یک خانه گی است … چند کاپیتان آنشب آمدند و خانم خواست ما با آن‌ها بخوابیم.»
استفاده از گی به معنای «همجنس‌گرا» غالباً برای اشاره به روسپیگری بود: پسر گی، پسر جوانی بود که به مشتری‌های مرد خدمت می‌کرد.

### تغییر کاربرد برای اشاره به همجنس‌گرایان
تا اواسط قرن بیستم، واژهٔ گی برای اشاره به سبک زندگی لذت‌طلبانه و بی‌محابا استفاده می‌شد و بسیار هم رواج داشت. این اصطلاح از دههٔ ۱۹۷۰ با معنی «مرد همجنسگرا» مورد استفاده قرار گرفته‌است. ابتدا از عبارت گی تنها به‌عنوان صفت استفاده می‌شد. متضاد آن، لفظ استریت (straight) که تا پیش از آن به معنای «جدی بودن، محترمانه و متعارف بودن» مورد استفاده قرار می‌گرفت، اکنون برای اشاره به دگرجنس‌گرایی استفاده می‌شود.